# Tipula breedlovei
Tipula breedlovei är en tvåvingeart som beskrevs av Alexander 1969. Tipula breedlovei ingår i släktet Tipula och familjen storharkrankar. Inga underarter finns listade i Catalogue of Life.